# Porto-Santa Rufina suburbikariska stift
Porto-Santa Rufinas suburbikariska stift är ett stift inom Romersk-katolska kyrkan beläget i Rom, Italien. Stiftet är ett av de sju så kallade suburbikariska stiften, vilket innebär att det tjänar som säte för en av kyrkans kardinalbiskopar.
Stiftet bildades genom en sammanslagning av stiften Porto och Santa Rufina i början av 1100-talet. Porto är en gammal hamnstad vid Tibern, öster om Fiumicino. Stiftet Santa Rufina hade sitt säte i Selva Candida, Via Aurelia två mil nordväst om Roms centrum. Strax därefter införlivades även Cære stift. Idag är stiftet en integrerad del av Roms storstadsområde.
Domkyrka är Jesu och Maria heliga hjärtans katedral i La Storta, invigd 1955. 
Biskop är sedan 2020 kardinal Beniamino Stella. Biskopsämbetet i de suburbikariska stiften är dock i praktiken överlåtet till en tjänstgörande stiftsbiskop.